# Reed Brody

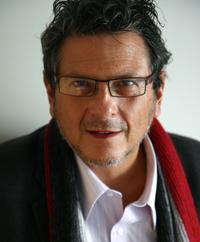
Reed Brody

Reed Brody (* 1953 in Brooklyn) ist ein US-amerikanischer Anwalt für Menschenrechte und Sprecher der Human Rights Watch, der maßgeblichen Anteil bei dem Strafprozess gegen Hissène Habré hat. Er war ebenfalls beteiligt am Prozess gegen Augusto Pinochet und suchte in Haiti die Opfer von Jean-Claude Duvalier zu vertreten. Weiterhin arbeitete er auch für die International Campaign for Tibet, suchte Missstände in Osttimor öffentlich zu machen und half der Regierung der Mongolei beim Entwurf ihrer Verfassung.

## Leben und Wirken
Brody ist der Sohn von Ervin Brody, einem ungarischen Juden, der zwei Arbeitslager der Nationalsozialisten überlebte und mit Titos Partisanen kämpfte. Ervin Brody ist Professor an der Fairleigh Dickinson University und soll großen Einfluss für seinen Sohn haben.
Reed Brody war 1972 Jugendleiter der Präsidialkampagne von George McGovern dem Präsidialanwärters der Demokratischen Partei Amerikas. Brody errang 1977 seinen Juris Doctor an der Columbia University.
Er arbeitete bis 1984 in der Kanzlei des Generalstaatsanwalt von New York.

### Enthüllungsreport über Nicaragua
Brody dokumentierte mehrere durch die von den USA geförderten Contras in Nicaragua vorgenommenen Menschenrechtsverletzungen. Seine Aussagen zu seinem Enthüllungsbuch waren Teil mehrerer Hearings vor dem Kongress der Vereinigten Staaten. Mehrfach wurde der Kritikpunkt geäußert, dass er in Nicaragua einseitig recherchiert hätte, da die Sandinisten seine Untersuchungen eingeleitet hätten. Bezüglich dieser Vorwürfe äußerte er, dass dies zwar durch einen Anwalt der damaligen Regierung Nicaraguas geschehen sei, aber keinen Einfluss auf seine Untersuchungen gehabt hätte.

### Anwalt für Menschenrechte
Reed Brody war Mitglied verschiedener NGOs. Von 1987 bis 1992 war er Mitglied der internationalen Juristenkommission. Weiterhin wirkte er von 1987 bis 1991 als Geschäftsführer des Centre for the Independence of Judges and Lawyers (CIJL) und half Kampagnen und Lobbyarbeit gegen die oppressiven Regierungen von Haiti, Indonesien und dem Irak zu gestalten. 1991 war er als Vertreter des Human Rights Centre, welches der Mongolei bei dem Entwurf ihrer Verfassung beratend zur Seite standen, tätig. Von 1992 bis 1994 wirkte Brody als Geschäftsführer der International Human Rights Law Group (nun Global Rights). In den Jahren 1994 und 1995 war er Leiter der Abteilung für Menschenrechte bei der Misión de Observación de las Naciones Unidas en El Salvador.
1995 half er als Teil der International Campaign for Tibet bei einer Protestaktion von Tibeterinnen vor der United Nations Fourth World Conference on Women in Peking, bei welcher die Frauen stumm mit Knebeln auftraten; dies gilt als erste tibetanische Protestaktion auf chinesischem Boden. Im selben Jahr half er, engagiert von Jean-Bertrand Aristide das Bureau des Avocats Internationaux in Haiti zu gründen, dass Menschenrechtsverletzungen aus den Zeiten des Militärdiktatur juristisch verfolgt. Insbesondere die 53 Verurteilungen bezüglich des Raboteau-Massakers gelten als Erfolg in einem der bedeutsamsten Prozesse in der haitianischen Geschichte. Gleichermaßen versuchte Brody 2010 im Prozess gegen Jean-Claude Duvalier zu wirken.
1997 war Brody erneut Leiter der Abteilung für Menschenrechte bei der Misión de Observación de las Naciones Unidas en El Salvador. Im selben Jahr war er stellvertretender Direktor des United Nations Secretary General’s Investigative Teams. in der Demokratischen Republik Kongo, wo er Vorwürfe gegen die Truppen von Laurent Kabila untersuchte.

### Aktivist bei Human Rights Watch
Brody wurde 1998 Mitglied und Leiter der Anwaltschaft der NGO Human Rights Watch und ist seitdem einer der prominentesten und aktivsten Vertreter von deren Anliegen, öffentlichkeitswirksam die Verbrechen gegen die Menschenrechten anzuklagen und die Täter dementsprechend zu verfolgen.
Als einer seiner größten Erfolge, ist die Koordination der Anklage von Augusto Pinochet vor dem House of Lords, die zu dessen 503 Tage langen Hausarrest in London führte, anzusehen. Brody beurteilt diesen Erfolg mit den Worten: Für die Opfer war es ein Zeichen, dass es sich lohnt, aufzustehen und zu kämpfen (...) Der beste Weg, die Wahrheit zu erfahren, ist die Angst der Diktatoren. In seiner Untersuchung Human Rights Watch. The Pinochet Precedent: How Victims Can Pursue Human Rights Criminals Abroad werden, inspiriert vom Gerichtsfall Pinochet, Wege und Mittel vorgeschlagen um öffentlichkeitswirksam Verbrechen gegen die Menschenrechten strafrechtlich zu verfolgen.
Als Sprecher der Human Rights Watch vertrat er 2004 deren Vorwürfe gegen die USA, dass elf Terror-Verdächtige in der Haft verschwunden seien, und forderte, alle Gefangenen unter Rechtsschutz zu stellen. Brody verfasste diesbezüglich einen Beitrag zu dem Buch America's Disappeared: Detainees, Secret Imprisonment, and the “War on Terror”.
2010 unterstützte er die haitianische Regierung eine Anklage gegen Jean-Claude „Baby Doc“ Duvalier zu stellen und schrieb als Co-Autor den Bericht für Human Rights Watch.

### Der Prozess gegen Hissène Habré
Im Jahre 2000 reichte eine Gruppe von Menschenrechtsanwälten, zu denen Reed Brody gehörte, im Senegal eine Klage gegen Hissène Habré ein.
2001 gelang Brody bei der Zusammenarbeit des Senders Arte mit Human Rights Watch für eine Dokumentation der Zugriff auf wesentliche Archive des DDS, der Geheimpolizei des Tschads. Die erworbenen Daten spielten später eine große Rolle beim Prozess gegen Habré. Dieser lebte mehr als 22 Jahre im Exil in Senegal. Am 19. Dezember 2012 gestattete die Senegalesische Nationalversammlung die Gründung spezieller Kammern innerhalb des bestehenden Gerichtssystems, innerhalb derer u. a. Habré vor Gericht gestellt wurde.

## Schriften
- Contra Terror in Nicaragua: Report of a Fact-finding Mission: September 1984–January 1985. South End Press, Boston MA 1985, ISBN 0-89608-313-6.
- The Pinochet papers : the case of Augusto Pinochet in Spain and Britain. Kluwer Law International, Den Haag 2000, ISBN 90-411-1404-1.
- Getting away with torture : the Bush Administration and mistreatment of detainees. Human Rights Watch, New York 2011, ISBN 978-1-56432-789-5.
- To Catch a Dictator: The Pursuit and Trial of Hissène Habré. Columbia University Press, New York 2022, ISBN 978-0-231-20258-9

## Auftritte in Film und Fernsehen
Brodys Wirken wurde in mehreren Dokumentationen beleuchtet, unter anderem in:
- dem Dokumentarfilm The Dictator Hunter, Regie: Klaartje Quirijns. Eyes Wide Films 2007.
- mehreren Folgen der Serie XXI Century. The Cat’s Dream 2003.
- der Dokumentarreihe The Agenda with Steve Paikin, Moderation Steve Paikin. TVOntario 2006ff.